# Malaysische Badmintonmeisterschaft 2004
Die Malaysische Badmintonmeisterschaft der Saison 2003/2004 fand vom 8. bis zum 11. Januar 2004 in Seremban als Proton-EON National Circuit Grand Prix Finals statt. 

## Finalresultate
| Disziplin    | Sieger                        | Finalist                     | Ergebnis          |
| ------------ | ----------------------------- | ---------------------------- | ----------------- |
| Herreneinzel | Lee Chong Wei                 | Yeoh Kay Bin                 | 15–5, 15–6        |
| Dameneinzel  | Wong Mew Choo                 | Norshahliza Baharum          | 11–6, 11–9        |
| Herrendoppel | Gan Teck Chai Koo Kien Keat   | Chew Choon Eng Chang Kim Wai | 3-15, 15-0, 15-12 |
| Damendoppel  | Chin Eei Hui Wong Pei Tty     |                              |                   |
| Mixed        | Zakry Abdul Latif Joanne Quay | Gan Teik Chai Fong Chew Yen  | 15-8, 17-16       |